# Il club dei divorziati
Il club dei divorziati è un film del 2020 diretto da Michaël Youn.

## Trama
Dopo anni di matrimonio Ben è ancora innamorato della sua ex moglie ma quando scopre che lei lo tradisce rimane deluso ed amareggiato. Decide così di unirsi al suo amico di infanzia Patrick, anche lui divorziato, per godersi le cose belle della vita.

## Distribuzione
Il film è stato distribuito nelle sale cinematografiche francesi a partire dal 17 gennaio 2020.

## Accoglienza

### Box-office
Divorce Club ha raccolto 623.264 biglietti in sette settimane, per un incasso inferiore a 4,8 milioni di euro e con un budget di 8 milioni di euro.

## Riconoscimenti
- Festival internazionale del film comico dell'Alpe d'Huez 2020: Gran premio.[1][3]